# ГЕС Алматті I, II
ГЕС Алматті I, II — гідроелектростанції на півдні Індії у штаті Карнатака, які використовують ресурс від греблі Алматті, що перекриває одну з найдовших річок країни Крішну (тече на схід із Західних Гатів та впадає у Бенгальську затоку на узбережжі штату Андхра-Прадеш). Знаходячись перед малою ГЕС Нараянпур (Narayanpur), становить верхній ступінь у каскаді на Крішну.
У межах великого іригаційного проєкту Upper Krishna River Project спорудили комбіновану греблю загальною довжиною 1565 метрів, яка включає центральну бетонну секцію довжиною 487 метрів з 26 водопропускними шлюзами, а також розташовані обабіч неї муровані ділянки довжиною 676 метрів та продовжуючі їх 402 метри земляних дамб. При висоті у 52 метри ця споруда потребувала 1350 тис. м3 матеріалів. Вона утримує велике водосховище з об'ємом 3440 млн м3 (корисний об'єм 3105 млн м3) та коливанням рівня поверхні під час операційної діяльності між позначками 505,6 та 519,6 метра НРМ.
Біля правобережної частини основної греблі облаштували машинний зал Алматті II. Тут встановили п'ять турбін типу Каплан потужністю по 55 МВт, які при напорі у 26,7 метра забезпечують виробництво 402 млн кВт·год електроенергії на рік.
А на виході у лівобережний іригаційний канал облаштували машинний зал Алматті I. Тут встановили одну турбіну типу Каплан потужністю 15 МВт, які працює при напорі 24 метри та забезпечує виробництво 81 млн кВт·год електроенергії на рік.
На початку 2017-го влада Карнатаки висунула проєкт подальшого розвитку іригації шляхом нарощування греблі та підвищення максимального операційного рівня водосховища з 519,6 до 524,3 метра НРМ. Проте в кінці того ж року цей проєкт заблокували внаслідок протестів з боку штату Андхра-Прадеш, де висловлювали невдоволення можливим перерозподілом водних ресурсів на користь Карнатаки.